# Dăeni
Dăeni è un comune della Romania di 2 267 abitanti, ubicato nel distretto di Tulcea, nella regione storica della Dobrugia.